# Iytjenou
Iytjenou (« Celui qui s'est distingué ») est un souverain égyptien présumé de la VIIIe dynastie.
Son nom a été retrouvé indirectement car le nom basilophore d’une prêtresse d’Hathor du nom de Sat-Iytjenou, signifiant fille d'Iytjenou, a été découvert sur une stèle à Saqqarah. L'élément Iytjenou dans le nom de la femme est écrit avec un cartouche royal. À cette époque, le cartouche n'était utilisé que pour écrire le nom d'un roi. Par conséquent, son nom doit faire référence à un roi. Le nom du souverain est composé de deux éléments : Iy et Tjenou, ces deux éléments étant également bien attestés en tant que noms indépendants. L'épigraphie classe cette stèle de la VIIIe dynastie.

## Fille d'Iytjenou
Sat-Iytjenou n'est connu que par la fausse porte (Musée égyptien du Caire, JE 59158) fouillée à Saqqarah vers 1920 à 1922 par Cecil Mallaby Firth. Firth n'a jamais trouvé le temps de publier la stèle. Cependant, une note sur le nom du roi fut rédigée peu après par Henri Gauthier en 1923. La fausse porte ne fut publiée intégralement qu'en 1963 par Henry George Fischer. On sait très peu de choses sur Sat-Iytjenou. Elle portait les titres d'« unique parure du roi » et de « prêtresse d'Hathor ». Sa relation avec le roi Iytjenou est inconnue.